# Stephen Holden
Stephen Holden (Morristown, 18 de julho de 1941) é um escritor, jornalista e crítico de cinema estadunidense. Ele conquistou destaque com seu trabalho na Rolling Stone dos anos 1970 e se juntou à equipe do The New York Times em 1981, e posteriormente se tornou um dos principais críticos de cinema do jornal.

## Biografia
Holden se formou em Inglês pela Universidade de Yale em 1963. Trabalhou como editor, escritor e, eventualmente, tornou-se executivo de A&R da RCA Records antes de escrever críticas de música e artigos relacionados para a revista Rolling Stone, Blender, The Village Voice, The Atlantic e Vanity Fair, entre outras publicações. 
As experiências de Holden como jornalista e executivo da RCA o levaram a escrever o romance satírico Triple Platinum, que foi publicado pela Dell Books em 1980. Ele recebeu o Grammy de melhor encarte em 1986 por The Voice: The Columbia Years, um álbum de compilação de Frank Sinatra. Suas poesias foram publicadas no livro de poemas da The New Yorker.
Holden também apareceu nos programas 60 Minutes, 20/20, e Entertainment Tonight, e como comentarista na National Public Radio.